# Arthur Wichmann

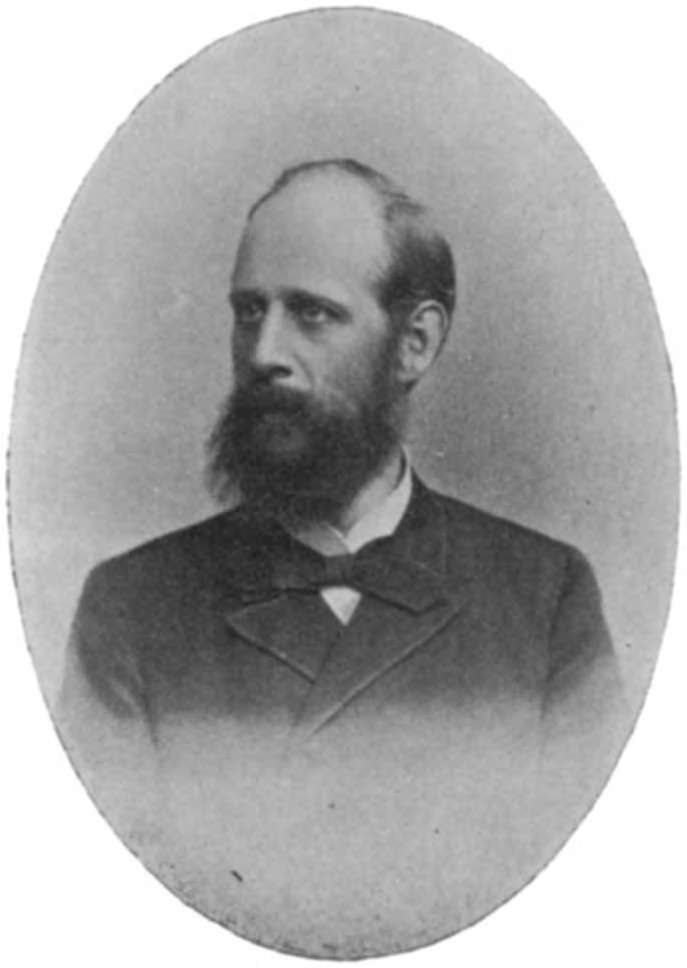
C. E. A. Wichmann

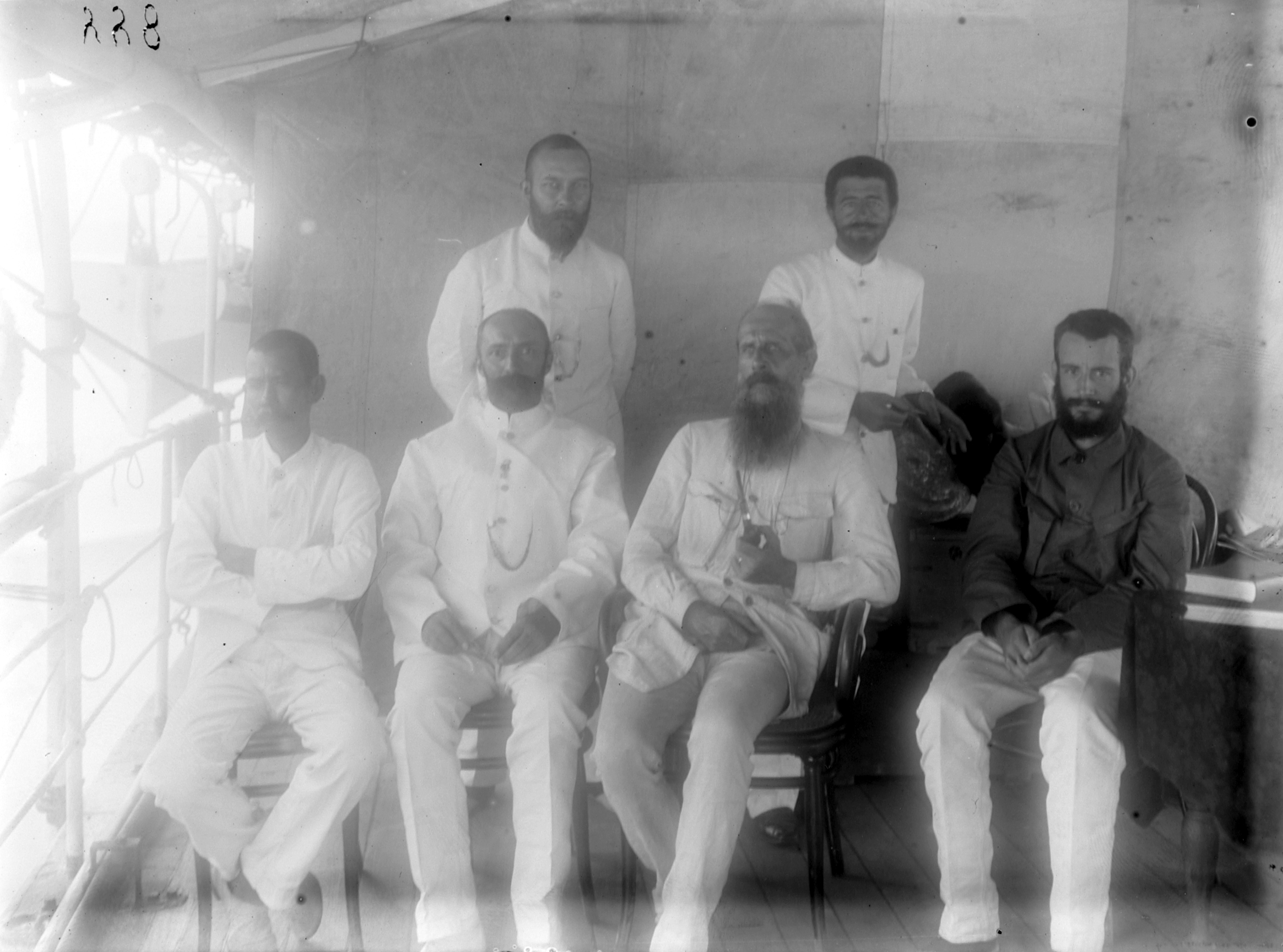
Arthur Wichmann (3e van linksonder) en andere expeditieleden naar Nieuw-Guinea in 1903.

Carl Ernst Arthur Wichmann (Hamburg, 9 april 1851 - aldaar, 28 november 1927) was een van oorsprong Duitse geoloog en mineraloog. Wichmann was van 1879 tot 1921 hoogleraar in de geologie aan de Universiteit Utrecht, waar hij de oprichter van het Geologisch Instituut was. Hij was de vader van de juriste en anarcho-socialiste Clara Wichmann en de fascist en kunstenaar Erich Wichmann.
Arthur Wichmann bracht zijn jeugd door in Hamburg, waar zijn vader Ernst Heinrich Wichmann onderwijzer aan een kostschool was. Van 1871 tot 1874 studeerde hij aan de Universiteit van Leipzig. Hier was hij een leerling van Ferdinand Zirkel, onder wiens invloed hij zijn interesse voor mineralogie ontwikkelde.
Na een paar jaar als assistent van Zirkel te hebben gewerkt werd hij in 1879 benoemd tot hoogleraar Aard- en delfstofkunde aan de Universiteit van Utrecht. Daarvoor werd in Utrecht geen geologisch onderzoek gedaan.
Behalve het opzetten van onderwijs en onderzoek hield Wichmann zich bezig met het aanleggen van collecties, waarvoor hij onder andere aan twee expedities naar de Nederlandse koloniën deelnam, in 1888-1889 naar Nederlands-Indië (Celebes, Flores, Timor en Roti) en in 1902-1903 als de leider van de Noord-Nieuw-Guinea-expeditie.
Zijn wetenschappelijk onderzoek richtte zich vooral op de mineralogie en petrografie. Na zijn emeritaat in 1921 keerde hij terug naar zijn geboortestad Hamburg, waar hij in 1927 overleed. Zijn opvolger in Utrecht was zijn leerling L.M.R. Rutten.
Kennelijk geïnspireerd door zijn verblijf in Nieuw-Guinea als leider van de expeditie van 1902-1903, schreef Wichmann tussen de bedrijven door de meest gedetailleerde exploratiegeschiedenis van dit eiland tot nog toe: Entdeckungsgeschichte von Neu-Guinea, in: Nova Guinea 1 en 2 (Leiden 1909-1912), 387 en 990 pp.
- Biografisch Portaal: 23608929
- Digitale Bibliotheek voor de Nederlandse Letteren: wich007
- Gemeinsame Normdatei: 117335738
- International Standard Name Identifier: 0000 0000 6145 6483
- Library of Congress Control Number: no2004062317
- Nationale Bibliotheek van Israël: 987007587875505171
- Nederlandse Thesaurus van Auteursnamen: 074983474
- Système universitaire de documentation: 147564921
- Virtual International Authority File: 13082442
- WorldCat: E39PBJdx37bmwcWp3Wk8bGJJjC